# Palau Presidencial de São Tomé i Príncipe
El Palácio Presidencial de São Tomé e Príncipe, també conegut com a Palácio do Povo és la residència oficial del president la República de São Tomé i Príncipe i situat a la capital, São Tomé. L'edifici va ser construït al segle xix com a centre administratiu per al governador de la colònia, renovat el 1954. Va esdevenir la residència del president del país al moment de la independència de São Tomé i Príncipe el 1975.

## Estructura i localització
El Palau Presidencial és una mansió gran en forma de L, envoltada per un gran jardí. El palau és de dos pisos i té una façana rosada amb elements senzills neoclàssic. Està envoltat de columnes de formigó de color rosat i una reixa de ferro alta amb una entrada molt ben guardada. És al costat de la Praça do Povo entre l'avinguda Independència i l'avinguda 12 de juliol, la façana principal al carrer San António do Príncipe. És molt a prop de la catedral i un bloc de la badia d'Ana Chaves.

## Construcció
La data exacta de la construcció del Palau Presidencial és desconeguda. Està construït al lloc on Álvaro de Caminha, un dels primers administradors de la província de São Tomé i Príncipe, va ordenar la construcció de la Torre do Capitão entre 1492 i 1493. La torre va caure en la ruïnes i Cunha Matos va descriure un edifici governamental a l'antic emplaçament de la torre en 1835; descriu el palau com ample però amb poc mobiliari. L'edifici apareix en una fotografia datada en 1844 que es correspon amb la descripció de Cunha Matos, però d'un disseny diferent que l'actual Palau Presidencial. L'estructura actual apareix en una fotografia de data 1885. João Sousa Morais i Joana Bastos Malheiro, investigadors en la història de l'arquitectura de São Tomé i Príncipe, proposen que l'estructura va ser construïda en el període intermedi.
L'edifici era conegut des de l'inici com a Palácio do Governo de São Tomé o simplement Palácio do Governo i va ser un dels pocs edificis de la colònia en condicions viables al final del segle xviii. Va ser construït com una mansió en un senzill estil clàssic típic dels territoris portuguesos d'ultramar, amb dos pisos i una façana rosada.

## Renovació
L'estructura s'ha actualitzat durant l'Estat Novo portuguès en l'etapa final del període colonial. El Gabinete de Urbanização do Ultramar (GUU) va dur a terme el cadastre urbà i de monuments construïts, edificis i habitatges promoguts per l'Estat portuguès a totes les colònies d'ultramar. Un dels projectes de la GUU va ser l'actualització del Palácio do Governo. L'arquitecte portuguès Eurico Lopes Pinto va supervisar la renovació del palau el 1954. L'addició d'elements de construcció neoclàssica, que incloïen l'ornamentació de les finestres, columnes al llarg dels trams de l'edifici, i una escala principal a l'entrada, havien de «donar monumentalitat a l'edifici.»

## Accés
El palau presidencial no està obert al públic, i s'hi permeten fotografies.